# B28 핵폭탄
B28 핵폭탄(B28 nuclear bomb) 또는 마크 28 핵폭탄은 미군이 사용했던 전략·전술양용 수소폭탄이다.

## 역사
용도에 따라 B28EX, B28RE, B28IN, B28RI, B28FI와 같은 5가지형으로 나뉘며 그에 따른 위력도 킬로톤급에서 메가톤급까지 다양하다.
과거 주한미군에 핵무기가 배치되어 있었을 때 대한민국에도 배치되어 있었을 것으로 추정된다.
의회 보고서에는 "B28/W49" 라고 적혀 있어서, B28 핵폭탄과 W49는 같은 수소폭탄으로 보인다.

## 같이 보기
- V 폭격기